# ダークロン県
ダークロン県（ダークロンけん、ベトナム語：Huyện Đa Krông?）は、ベトナムクアンチ省の県である。

## 行政区画
以下の1市鎮12社を管轄する。
- クロンクラン市鎮（Krông Klang）
- アブン社（A Bung / 阿蓬）
- アゴ社（A Ngo / 阿吳）
- アヴァオ社（A Vao / 阿杳）
- バーロン社（Ba Lòng / 巴龍）
- バーナン社（Ba Nang / 巴能）
- ダークロン社（Đa Krông）
- フックギ社（Húc Nghì / 頊儀）
- フオンヒエップ社（Hướng Hiệp / 向協）
- モオー社（Mò Ó / 暮鳥）
- タロン社（Tà Long / 椰隆）
- タルット社（Tà Rụt / 椰律）
- チエウグエン社（Triệu Nguyên / 肇源）